# Províncias do Irão
O Irã ou Irão está subdividido em 31 províncias, que são:
| 1. Teerão 2. Qom 3. Marcazi 4. Gasvim 5. Guilão 6. Ardabil 7. Zanjã 8. Azerbaijão Oriental 9. Azerbaijão Ocidental 10. Curdistão 11. Hamadã 12. Quermanxá 13. Ilão 14. Lorestão 15. Cuzistão 16. Chaharmahal e Bactiari | 1. Kohkiluyeh e Buyer Ahmad 2. Buxer 3. Fars 4. Hormusgão 5. Sistão-Baluchistão 6. Carmânia 7. Iazde 8. Ispaã 9. Semnã 10. Mazandarão 11. Gulistão 12. Coração do Norte 13. Coração Razavi 14. Coração do Sul 15. Alborz |  |

As províncias são governadas pelo governador-geral (em persa: استاندار; romaniz.: ostāndār). Até 2004, existiam 28 províncias. A partir daquele ano a província do Coração foi dividida em 3 novas províncias: Coração do Norte, Coração Razavi e Coração do Sul.